# Alekséi Bondarenko
Alekséi Bondarenko (Kostanai, República Socialista Soviética de Kazajistán, 23 de agosto de 1978) es un gimnasta artístico ruso, subcampeón olímpico en 2000 en la prueba de salto, y tres veces subcampeón del mundo en 1997 y 1999.

## Carrera deportiva
En el Mundial celebrado en Lausana (Suiza) en 1997 gana la plata en la general individual, tras el bielorruso Ivan Ivankov y por delante del japonés Naoya Tsukahara. También gana el bronce en la competición por equipos, tras China y Bielorrusia.
En el Mundial de Tianjin 1999 gana dos medallas de plata: en las barras paralelas y por equipos, donde Rusia queda tras China (oro) y por delante de Bielorrusia (bronce).
En los JJ. OO. de Sídney 2000 consigue la medalla de plata en el concurso de salto —tras el español Gervasio Deferr y por delante del polaco Leszek Blanik— y el bronce por equipos, tras China y Ucrania.